# Slobodan Živojinović
Slobodan „Boba“ Živojinović (srbskou cyrilicí: Слободан Живојиновић; * 23. července 1963 Bělehrad) je bývalý srbský tenista. Byl pravák, hrával jednoruční bekhend. Byl specialistou na čtyřhru, v níž se v roce 1986 stal světovou jedničkou, jakožto první Srb v historii (až v roce 2008 ho napodobil Nenad Zimonjić). V roce 1986 rovněž vyhrál US Open (ve dvojici s Ekvádorcem Andrés Gómezem), což byl jeho největší grandslamový úspěch. Krom toho ve čtyřhře vyhrál sedm turnajů ATP (v letech 1985–1990), třikrát ve dvojici s Borisem Beckerem, jednou s Gomézem, Liborem Pimkem, Stefanem Edbergem a Emilio Sánchezem. Ve dvouhře vystoupal v žebříčku ATP nejvýše na 19. příčku, dostal se do semifinále Wimbledonu (1986) a Australian Open (1985) a vyhrál dva turnaje ATP (v Houstonu roku 1986 a v Sydney roku 1988). V letech 2006–2011 byl prezidentem Srbské tenisové federace. V roce 1991 si vzal za ženu populární jugoslávskou zpěvačku Lepu Brenu. Jejich manželství bylo ostře sledováno balkánskými bulvárními médii. Navzdory mnoha krizím, o nichž tato média v čase informovala, manželství trvá dosud. Živojinović a Lepa Brena mají dva syny. Únos toho prvního, tehdy osmiletého Stefana v roce 2000, vzbudil velkou pozornost. Stála za ním srbská mafie přesněji tzv. Zemunův klan. Živojinović podle médií za osvobození syna zaplatil 2 miliony německých marek.